# گودنیتس
گودنیتس (به آلمانی: Gödnitz) یک منطقهٔ مسکونی در آلمان است که در تسبرست واقع شده‌است. گودنیتس  ۲۴۲ نفر جمعیت دارد.